# Picada Berón
Picada Berón é uma junta de governo da província de Entre Ríos, na Argentina.